# Matt Hyson

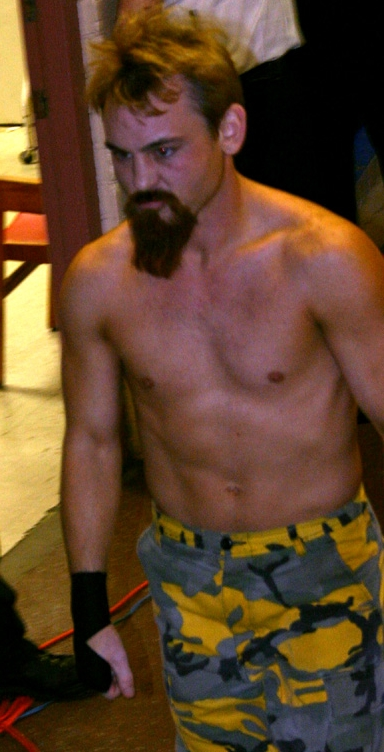
Dudley em sua passagem pela WWE.

Matthew Jonathan "Matt" Hyson (Providence, 13 de agosto de 1970) é um lutador de wrestling profissional estadunidense, que atualmente luta em circuitos independentes. Ele é mais conhecido pelas suas aparições na Extreme Championship Wrestling (ECW) e na WWE, sobre o ring name Spike Dudley e na Total Nonstop Action Wrestling sobre o ring name Brother Runt.

## No wrestling
- Ataques
  - Dudley Dog (WWE/C. Independente) / Acid Drop (ECW/TNA)
  - Battering ram
  - Diving clothesline
  - Diving double foot stomp
  - Dropkick
  - Forearm smash
  - Frankensteiner
  - Moonsault
  - Neckbreaker
  - Tornado DDT
- Alcunhas
  - The Boss (WWE)
  - The Giant Killer (ECW)
  - The Little Show (Quando formou dupla com The Big Show; WWF)
  - Little Spike Dudley (L.S.D.) (ECW)
  - The Runt of the Litter (ECW e WWE)
  - One Tough Little Bastard (WWE)

## Títulos e prêmios
- Chaotic Wrestling
  - CW Tag Team Championship (1 vez) - com Kyle Storm
- Extreme Championship Wrestling
  - ECW Tag Team Championship (2 vezes) - com Balls Mahoney
- New York Wrestling Connection
  - NYWC Heavyweight Championship (1 vez)
- Pro Wrestling Illustrated
  - PWI o colocou como #196 dos 500 melhores wrestlers durante a PWI 500 de 2007.
- WWE
  - WWE Cruiserweight Championship (1 vez)
  - WWF/E European Championship (1 vez)
  - WWF/E Hardcore Championship (8 vezes)
  - WWF Tag Team Championship (1 vez) - com Tazz